# Doble exposició
La doble exposició és una tècnica fotogràfica molt antiga que consisteix a aconseguir realitzar dues fotografies al mateix fotograma. És a dir, exposar dues vegades la llum en un mateix quadre de pel·lícula durant dos moments diferents. D'aquesta manera les dues imatges es juxtaposen i creen una tercera que produeix un efecte sorprenent.
Antigament aquesta tècnica era portada a terme mitjançant l'ús del sistema analògic. Usant l'analògic es tractava de no passar el carret per tal que la segona imatge quedés gravada al negatiu ja exposat. Actualment, amb l'ús del sistema digital, existeixen diverses formes de realitzar la doble exposició.

## Història

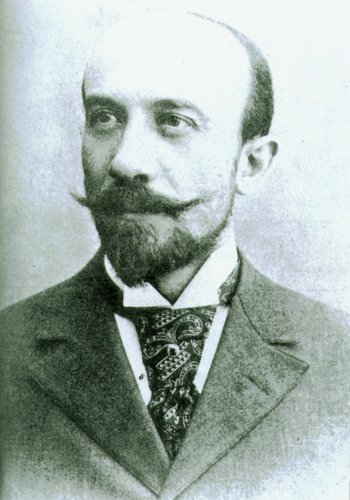
Georges Méliès
Director del teatre Robert Houdin de Paris, mag il·lusionista, director de teatre i director de cinema.

### Orígens[3]
Georges Méliès fou considerat un dels pioners en cinema d'atraccions, tenint en compte la creació de trucatges i efectes especials que aquest incorporà als seus films de finals del s. XIX i principis del s. XX. Es pot dir que Méliès va esdevenir creador de gairebé la totalitat dels trucs que els directors que el seguiren utilitzaren per crear els seus films.
Tenint en compte aquestes consideracions, es diu que Georges Méliès fou un dels creadors de la tècnica que actualment coneixem amb el nom de "doble exposició", si mes no, el que la va fer palesa. Méliès se serví d'aquest truc per tal de fer aparèixer i desaparèixer personatges de manera gradual. Gravava una o diverses vegades sobre una mateixa cinta, a fi d'aconseguir sobreimprimir imatges. Aquest tipus de sobreimpressions les podem trobar en reserves de negatiu sobre fons negre. L'obra de Méliès on podem trobar l'ús més representatiu d'aquesta tècnica és Les cartes vivantes (1904).
Altres directors que formen part dels orígens del cinema se serviren d'aquest tipus de tècnica. Cinematògrafs com Charles Chaplin, Luis Buñuel o Buster Keaton. A tall d'exemple, El perro andaluz (1929), pel·lícula del surrealista Luis Buñuel, va servir-se de la doble exposició per produir un efecte fantasmagòric, l'espectador observa la figura d'un ciclista sobre la imatge d'un carrer. O bé a The playhouse (1921), Buster Keaton utilitzarà en alguns plans el recurs de doble exposició, a fi d'aconseguir un efecte còmic.

### Actualitat
Durant el període que tan solament existien les càmeres analògiques i els rotllos de pel·lícules, alguns fotògrafs creien que aquest efecte destrossava els seus retrats i d'altres hi veien una possible eina per tal de desenvolupar i crear imatges creatives.
Avui en dia es creen múltiples exposicions intencionadament, sigui manipulant digitalment o creant directament a través de càmeres Lomo o d'altres amb la capacitat de realitzar dobles exposicions. Les escenes inicials dels títols de crèdit de la sèrie True Detective (estrenada el 2014), a tall d'exemple, estan compostes de sobreimpressions d'imatges animades i de la sèrie, modificades digitalment.
Certament, la tècnica de doble exposició permet als artistes expressar diverses idees i això és el que fa que se segueixi utilitzant i al mateix temps explorant, encara en el present.

## Sistema Analògic
En els orígens, amb les càmeres de foto analògiques, l'exposició s'aconseguia disparant dues fotografies seguides, l'una darrere de l'altra, sense passar el carret. S'utilitzava el mateix espai de la pel·lícula o negatiu, per tal de disparar dues fotos diferents, l'una a sobre de l'altra.

## Sistema Digital[5]
Actualment usant les càmeres rèflex digitals, existeixen principalment dues maneres d'aconseguir crear l'efecte de doble exposició.

### Des de la càmera
Hi ha càmeres digitals que ja incorporen una funció, "Doble Exposició" o bé "Exposició Múltiple", que permet aconseguir l'efecte de doble exposició des de la mateixa càmera. Aquesta funció el que fa és disparar una primera fotografia i a continuació sobreimprimir-la en un segon enquadrament i disparar, obtenint com a resultat final una doble exposició ja feta. Càmeres com la Nikon D3100, D5100 o bé la D7000.
Altres càmeres ofereixen l'opció de fusionar les dues fotografies una vegada ja han estat capturades. Aquesta funció s'acostuma a anomenar "Superposició d'imatge"

### Programes d'edició;Photoshop
En cas que no es disposi d'una càmera que permeti realitzar aquest tipus d'accions, hi ha alternatives com l'ús de programes d'edició, avui en dia ja molt desenvolupats. Tenint en compte el Photoshop com a eina professional d'edició, també s'ha de tenir present l'existència d'altres programes d'edició i aplicacions per a mòbil que ocupen un espai molt important en l'actualitat.